# Chevrolet Trax
Chevrolet Trax és un mini vehicle tot camí basat en la plataforma coreana GM Gamma II, que comparteix amb el Chevrolet Aveo i el Buick Encore, model global de GM codesenvolupat per equip coreans i nord-americans, que es ven com a Opel Mokka al mercat europeu i com a Holden Trax a Austràlia.